# L'aborto
L'aborto è un romanzo scritto da Richard Brautigan tra il 1965 e il 1967 e pubblicato presso Simon and Schuster nel 1971. In italiano è uscito anche con il titolo La casa dei libri.

## Trama
È la storia parodica di un bibliotecario che, 24 ore su  24, accetta libri da chiunque ne abbia scritto uno e nessuno lo ha pubblicato. Chi suona il campanello d'argento della sua casa-libreria registra il proprio libro e può metterlo lui stesso sugli scaffali, nel posto che più gli aggrada. Fa questa vita senza uscire da tre anni.
Un giorno una ragazza di 23 anni, di nome Vida, appare alla porta. Lei è complessata perché non accetta la sua esagerata bellezza, causa di mille problemi. I due si innamorano. Lei gli ha portato un manoscritto di poesie sul proprio corpo, che odia e che le aveva procurato problemi con gli uomini (uno è persino morto per essersi distratto al suo passaggio, mentre era alla guida di un'automobile). Rimasta incinta, i due partono per Tijuana in Messico, per poter abortire. Al ritorno lei ha imparato ad accettare il proprio corpo, tanto che va a lavorare come cameriera in uno  topless bar, mentre lui, dopo aver perso il lavoro a causa dell'amico Foster, al quale l'aveva affidato, si gode la vita raccogliendo fondi per un'organizzazione no profit.

## Edizioni italiane
- Richard Brautigan, L'aborto, traduzione di Pier Francesco Paolini, collana «La scala», Milano, Rizzoli, 1976,  p. 217.
- Richard Brautigan, La casa dei libri, traduzione di Pier Francesco Paolini, collana «Le foglie» n. 70, Milano, Marcos y Marcos, 2003,  p. 199, ISBN 88-7168-366-8.
- Richard Brautigan, L'aborto. Una storia romantica, traduzione di Pier Francesco Paolini, Milano, Isbn Edizioni, 2012,  p. 171, ISBN 978-88-7638-330-4.